# Atlantic Airways
Atlantic Airways (ICEX: FO-AIR) — национальный авиаперевозчик Фарерских островов. Выполняет рейсы из аэропорта Вагар, расположенного на одноимённом острове.

## История
Первый аэропорт был построен на Фарерских островах британцами во время Второй мировой войны. Однако регулярное воздушное сообщение островов с Данией начинается лишь в 1963 году. На протяжении почти 25 лет положение монопольного авиаперевозчика занимала датская Maersk Air.
Разговоры о создании национального авиаперевозчика начали возникать в начале 80-х годов. Реально же компания Atlantic Airways была создана в 1987 году. 51% компании принадлежал правительству островов, 49% датской авиакомпании Cimber Sterling. Но уже 2 года спустя последняя выходит из капитала Atlantic Airways и весь контроль над авиаперевозчиком переходит в руки правительства Фарерских островов. 28 марта 1988 года начались авиарейсы в Копенгаген самолётами BAe 146.
Цель создания национального перевозчика состояла в обеспечении связи Фарерских островов с внешним миром на коммерческой основе. Однако первые годы существования компании были тяжёлыми в финансовом плане. В результате в 1992 году правительству островов пришлось выделять субсидии для спасения компании от банкротства. Прибыльной авиакомпания смогла стать только к 1995 году.
В 1995 году в сотрудничестве с Air Iceland были налажены рейсы в Рейкьявик и в Нарсарсуак. В 2000 году были налажены новые направления — Лондон и Осло.
Рост сферы туризма позволил наладить авиасообщения с Ольборгом, Ставангером, Эдинбургом и Стордом. От последнего направления правда пришлось отказаться уже в 2006 году, а Эдинбург был заменён на Шетландские острова. Компания также вышла на рынок внутренних перевозок Великобритании, соединив Шетландские острова с Лондоном. Atlantic Airways была единственной компанией, осуществлявшей прямое авиасообщение Шетландских островов с Лондоном. Это направление было свёрнуто в 2008 году.
Atlantic Airways также осуществляет внутренние перевозки на Фарерских островах вертолётами. Это зачастую является единственным быстрым способом транспортного сообщения отдельных островов.
10 декабря 2007 года акции компании стали торговаться на Исландской фондовой бирже.

## Маршруты

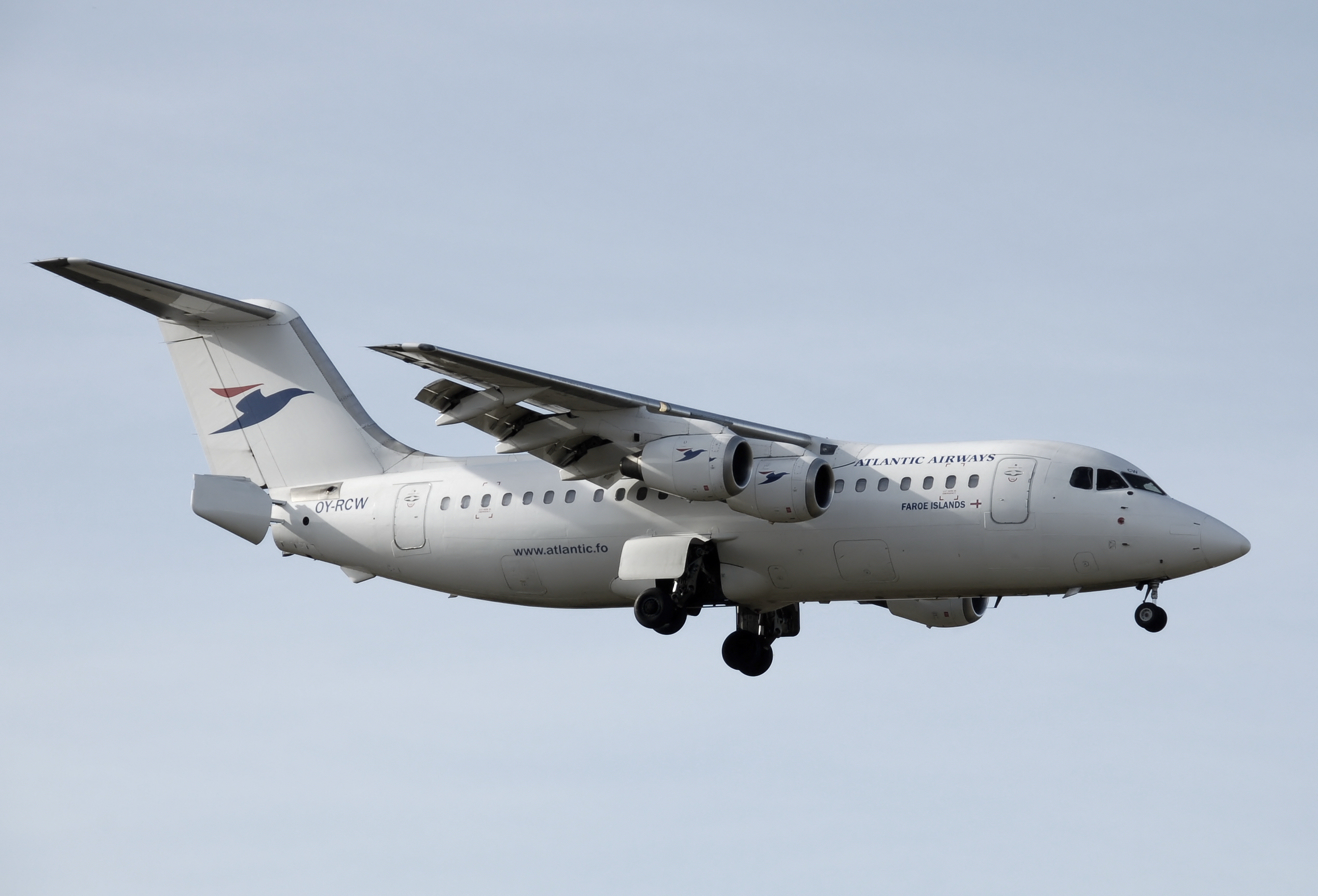
Посадка BAe 146 в Международном аэропорту Бирмингем (Великобритания)

### Международные рейсы
Направления маршрутов авиакомпании в 2020 году:

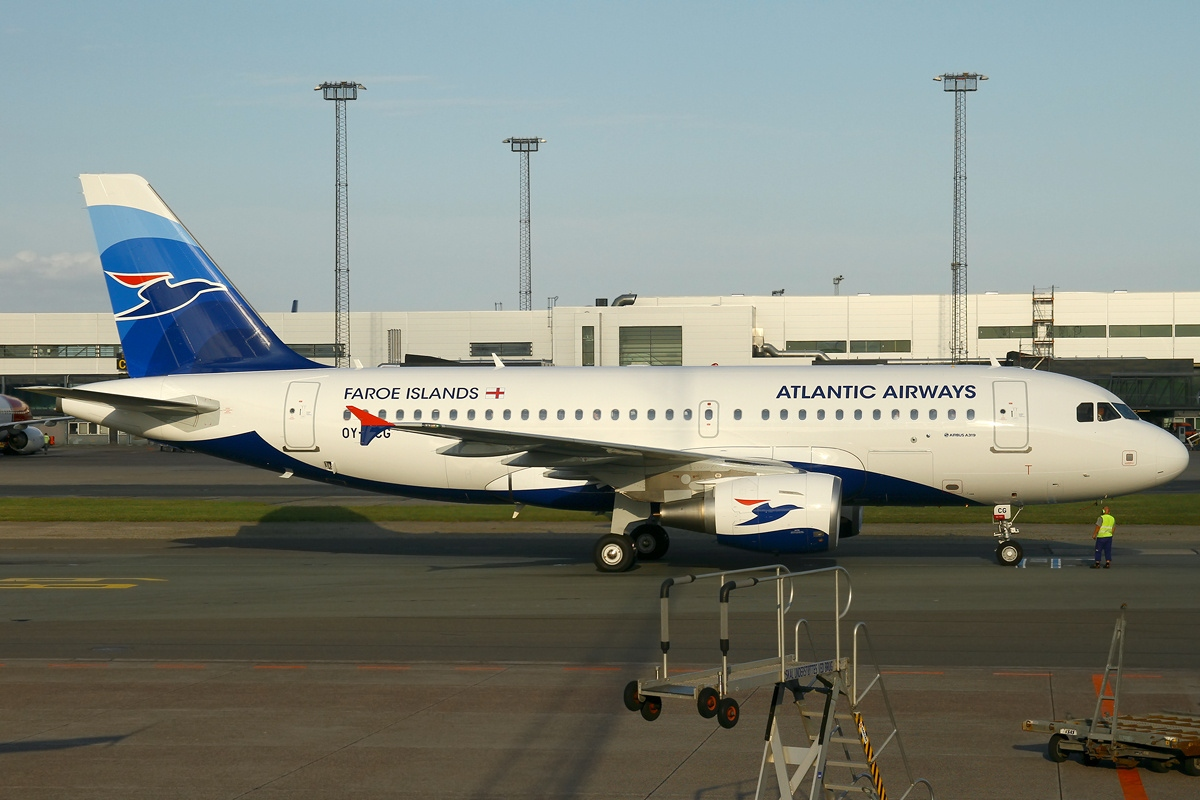

| Страна         | Город                       | Аэропорт                      | Частота                                                |
| -------------- | --------------------------- | ----------------------------- | ------------------------------------------------------ |
| Дания          | Ольборг                     | Аэропорт Ольборга             | 2 раза в неделю                                        |
| Дания          | Биллунн                     | Аэропорт Биллунна             | 6 раз в неделю                                         |
| Дания          | Копенгаген                  | Каструп                       | до 5 рейсов в день                                     |
| Исландия       | Рейкьявик                   | Аэропорт Рейкьявика           | 2 раза в неделю                                        |
| Норвегия       | Берген                      | Берген (аэропорт)             | 2 раза в неделю                                        |
| Великобритания | Эдинбург                    | Эдинбург (аэропорт)           | 2 раза в неделю                                        |
| Франция        | Париж                       | Париж — Шарль-де-Голль        | 2 раза в неделю                                        |
| Испания        | Барселона                   | Барселона — Эль-Прат          | Согласно чартерному расписанию (только в летний сезон) |
| Испания        | Пальма (город)              | Пальма-де-Мальорка (аэропорт) | Согласно чартерному расписанию (только в летний сезон) |
| Испания        | Лас-Пальмас-де-Гран-Канария | Гран-Канария (аэропорт)       | Согласно чартерному расписанию (только в летний сезон) |

### Внутренние рейсы
Помимо авиаперевозок Atlantic Airways осуществляет внутренние рейсы на вертолётах. Полёты осуществляются из аэропорта Вагар в города Торсхавн и Клаксвуйк, а также на острова Стоура-Дуймун, Сувурой, Кольтур, Скувой, Фуглой, Мичинес и Свуйной.

## Флот
Авиационный флот компании по состоянию на июль 2025 года:
| Тип                  | Эксплуатируется | Регистрационный номер | Имя                   | Заказано |
| -------------------- | --------------- | --------------------- | --------------------- | -------- |
| Airbus A320-214      | 2               | OY-RCM OY-RCJ         | Elinborg William      |          |
| Airbus A320neo       | 2               | OY-RCK OY-RCL         | Ingálvur Tita Vinther |          |
| AgustaWestland AW139 | 2               | OY-HIH OY-HIL         | Ruth Sámal            |          |

## Показатели деятельности
Выручка компании в 2008 году составила DKK 546,836 млн, что на 1,5% выше уровня 2007 года. 62,6% доходов принесли чартерные рейсы, 36,2% — международные рейсы, 1,2% — внутренние перевозки вертолётом.